# Désiré Périatambée
Jacques-Désiré Périatambée (Curepipe, 15 ottobre 1975) è un ex calciatore mauriziano, di ruolo difensore.

## Carriera

### Club
Comincia a giocare nell'Auxerre 2. Nel 1997 si trasferisce al Troyes. Nel 1999 passa all'Auxerre 2. Nel 2000 viene acquistato dal Grenoble, in cui milita fino al 2003, anno in cui si trasferisce al Le Mans. Nel 2006 passa al Niort. Nel 2008 viene acquistato dal Digione. Nel 2010 passa al Bastia, in cui milita fino al 2012. Nel 2012 si ritira.

### Nazionale
Debutta in Nazionale nel 2000. Ha collezionato in totale, con la Nazionale, 18 presenze e una rete.

## Palmarès

### Club

#### Competizioni nazionali
- Championnat National: 1

Bastia: 2010-2011
- Campionato francese di seconda divisione: 1

Bastia: 2011-2012